# Paracrias huberi
Paracrias huberi är en stekelart som beskrevs av Alex Gumovsky 2001. Paracrias huberi ingår i släktet Paracrias och familjen finglanssteklar. Inga underarter finns listade i Catalogue of Life.